# Ридигер-Беляевы

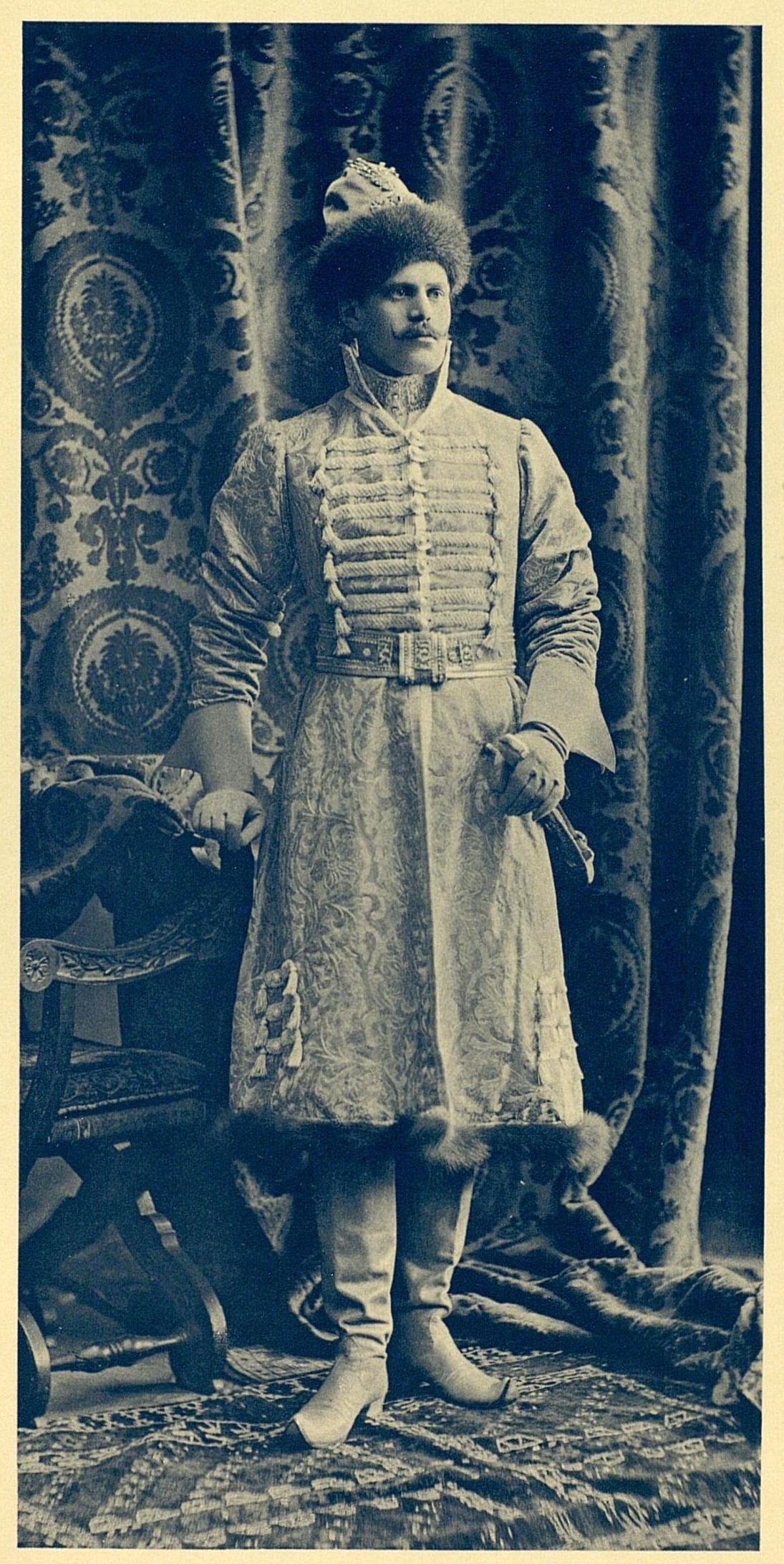
Александр Алексеевич Беляев

Ри́дигер-Беля́евы — угасший русский графский род.
Ветвь дворянского рода Беляевых.
Именным высочайшим указом, (07 октября 1904) штабс-ротмистру Александру Алексеевичу Беляеву (8 февраля 1867 — 1939), женатому (с 10 февраля 1902) на графине Марии Фёдоровне Ридигер (1864—1952), дочери графа Фёдора Германовича (Иоганна-Фридриха) Ридигера (1821—1904) и Софии Юльевны (урождённой фон Крузенштерн; 1841—1926), с потомством, было дозволено принять фамилию покойного тестя, вместе с присвоенным фамилии графов Ридигер гербом и титулом, и именоваться графом Ридигер-Беляевым.

## Первый граф Ридигер-Беляев
Александр Алексеевич — первый граф Ридигер-Беляев — был сыном генерал-лейтенанта Алексея Михайловича Беляева (1831—1885) и братом последнего военного министра Российской империи М. А. Беляева. Образование получил в 1-м кадетском корпусе. В службу вступил (02 сентября 1886). Окончил Николаевское кавалерийское училище. Выпущен корнетом (старшинство с 9 августа 1888) в лейб-гвардии Драгунский полк. Поручик (старшинство с 9 августа 1892). Штабс-ротмистр (старшинство с 9 августа 1896). Адъютант великого князя Владимира Александровича (с 25 апреля 1897). Ротмистр (старшинство с 9 августа 1900). Адъютант великого князя Андрея Владимировича (с 5 сентября 1909). Полковник произведён (1909) за отличие со старшинством (с 06 декабря 1909). Генерал-майор (старшинство с 06 декабря 1915). Состоял в распоряжении великого князя Андрея Владимировича (с 06 декабря 1915). На 10 июля 1916 года — в том же чине и должности. Награды: ордена Святого Станислава 2-й степени (1904); Святой Анны 2-й степени (1908). Православный.

## Второе колено
Единственная дочь 1-го графа А. А. Ридигер-Беляева графиня Мария Александровна Ридигер-Беляева (8 апреля 1906, Санкт-Петербург — не ранее 1950), последняя носительница этих титула и фамилии, в эмиграции жила в Польше, где в 1932 году вступила в брак с князем Дмитрием Иосифовичем Шаликашвили (16 февраля 1896, Тифлис — 8 марта 1978, Атланта, США), который служил в армии Грузинской демократической республики, турецкой армии, состоял военным советником в польской армии, во 2-ю Мировую войну воевал в сформированном в германской армии грузинском батальоне в Италии. После войны супруги жили в Германии, в начале 1950-х годов переехали в США. Супруги имели трёх детей: сыновей Отара-Джозефа (род. 1933) и Джона-Малхаза-Давида (1936—2011) и дочь Нино-Александру-Гейл (Gale; род. 22.12.1940, Варшава), из которых наиболее известен средний — генерал американской армии.